# The Real Cancun
The Real Cancun es una película reality del 2002 estrenada el 25 de abril de 2003 en Estados Unidos. Esta película sigue la vida de dieciséis estadounidenses desde el 13 de marzo hasta el 23, de 2003, mientras celebran vacaciones de primavera en Cancún, Quintana Roo, México, y experimentan relaciones románticas, o sólo pasarla bien.

## Elenco
- Benjamín "Fletch" Fletcher
- Nicole Frilot
- Roxanne Frilot
- David Ingber
- Jeremy Jazwinski
- Amber Madison
- Paul Malbry
- Marquita "Sky" Marshall
- Laura Ramsey
- Matthew Slenske
- Alan Taylor
- Heidi Vance
- Casey Weeks
- Sarah Wilkins
- Jorell Washington